# Csernobog
Csernobog, vagyis a Fekete Isten (A „bog” szó jelentése isten. Csjornobog, Crnobog, Czernobóg, Černobog vagy akár Zernebog mind „Fekete Istent” jelent) az északi vendeknél és szlávoknál a gonosz istene. Ijesztő formákban ábrázolták. Tőle eredeztették a rossz időjárást, a járványokat, és hasonló csapásokat.
A neve csak a 12. századig vezethető vissza.

## Folklór
Csernobog tisztelete töredékesen maradt fenn több szláv nemzet néphagyományaiban. Néhány délszláv népi nyelvben létezik pár érdekes kifejezés, ami az ő nevére utal és negatív tulajdonság kifejezésére használják. Senki nincs tisztában ezeknek a konkrét eredetével.
Vele szemben a „Belobog”, a Fehér Isten szerencsét hozott.

## A popkultúrában
- A Disney Fantázia című, 1940-es animációs filmjének „Night on Bald Mountain/Ave Maria” jelenetében színre lép egy Chernabog nevű démon.
- Csernobog megjelenik Neil Gaiman Amerikai istenek című könyvében.

Amikor azt a könyvet írtam, a háttérmunkát élveztem a legjobban. Érdekeltek a különböző országok, régiók mitológiái és istenei: a perui istenek, az olyan ősi kelet-európai istenek, mint Csernobog, a lengyel, orosz istenek… és egyszer csak feltettem a kérdést: mi van a magyar istenekkel? 
- A „Tchernobog” nevű sötét isten a Blood című számítógépes játékban, valószínűleg ezen az istenen alapult.